# Pryma (liturgia)
Pryma − jedna z godzin kanonicznych chrześcijańskiej modlitwy liturgicznej tj. liturgii godzin, odmawiana o wschodzie słońca. Jej struktura bazuje na odmówieniu trzech psalmów z Księgi Psalmów, lekturze dwóch krótkich czytań biblijnych, odczytaniu martyrologium na dzień następny i odmówieniu modlitw porannych.
W Kościele katolickim po Soborze watykańskim II, kiedy dostosowywano liturgię do współczesnych realiów życia, postanowiono znieść tę godzinę kanoniczną. W Konstytucji o liturgii świętej Sacrosanctum concilium w punkcie 89 zawarto nakaz: Należy znieść prymę. Prymę zniesiono zarówno w rycie rzymskim jak i ambrozjańskim.
Prymę odmawiają nadal kartuzi oraz duchowni używający brewiarza z 1962 roku zgodnie z Summorum Pontificum. Pryma istnieje także w niektórych wariantach obrządków, które opierają sprawowanie liturgii godzin na Regule św. Benedykta, monastycznego i cysterskiego.
Kościół prawosławny odmawia prymę.